# Wacht tot ik bij je ben
Wacht tot ik bij je ben is een lied van de Nederlandse zangeres Leonie Meijer en de Nederlandse zanger Joost Marsman. Het werd in 2013 als single uitgebracht en stond in hetzelfde jaar als tweede track op het album Luister maar van Meijer.

## Achtergrond
Wacht tot ik bij je ben is geschreven door Meijer en Marsman. Het is een nummer dat past in de genres nederpop en poprock. In het lied zingen de artiesten over hoe twee geliefden als ze met elkaar zijn de slechte dingen in hun leven kunnen vergeten.

## Hitnoteringen
De artiesten hadden succes met het lied in Nederland. Het piekte op de 32e plaats van de Single Top 100 en stond zes weken in deze hitlijst. De Top 40 werd niet bereikt; het lied bleef steken op de zesde plaats van de Tipparade.